# Abbaye Notre-Dame de Fervaques
L'abbaye Notre-Dame de Fervaques était du XIIe au XVIIIe siècle un monastère de moniales cisterciennes situé sur le territoire de l'actuelle commune de Fonsomme, dans le département de l'Aisne près de Saint-Quentin.

## Historique

### Fondation et essor de l'abbaye
Le nom de Fervaques (Ferventes acquae : eau jaillissante), vient d’une ferme qui se trouvait près des sources de la Somme. C'est Bernard de Clairvaux qui décida Rainier de Fonsomme, sénéchal de Vermandois et sa femme Elisabeth à fonder une abbaye en ce lieu en 1140. En 1148, le pape Eugène III prit l'abbaye sous sa protection et confirma tous ses biens.
Pendant deux siècles, le monastère prospéra mais la guerre de Cent Ans et le conflit franco-bourguignon du XVe siècle et enfin les invasions espagnoles des XVIe et XVIIe siècles devaient la ruiner. 

### Le transfert de l'abbaye à Saint-Quentin
À la fin du XVIe siècle, les religieuses se réfugièrent à Saint-Quentin et ne regagnèrent Fonsomme qu'en 1631. En 1635 elles devaient fuir une nouvelle fois devant les troupes espagnoles et se réfugièrent à Paris de 1635 à 1643. L'abbaye de Fervaques étant totalement ruinée, les moniales s'installèrent définitivement à Saint-Quentin en 1648 ; agrandissant l’hôtel Hillière, elles lui donnèrent le nom de Fervaques. La construction fut achevée en 1741. Le monastère comprenait un grand cloître et une chapelle de 50 m2. En 1764, par décision royale, les biens de l'abbaye Notre-Dame de Biaches furent réunis à ceux de l'abbaye de Fervaques à Saint-Quentin.

### Disparition de l'abbaye
À la Révolution française, la réforme du clergé entraîna la disparition du clergé régulier. L'abbaye de Fervaques fut supprimée et ses biens déclarés bien national.
Le général Dumouriez y séjourna, sa sœur étant la dernière abbesse. En 1792, les religieuses bernardines durent quitter le couvent qui devint tour à tour : hôpital militaire, magasins, gendarmerie, puis en 1831 palais de Justice, bibliothèque, école de dessin, musée, salles de réunion de la chambre de commerce, du comice agricole, des orphéonistes et de la Société académique.

## Vestiges
- À Fonsomme : quelques bâtiments conventuels ont été transformés en bâtiments agricoles.
- À Saint-Quentin : le palais de Fervaques abrite le palais de justice.